# Etapa de Santa Cruz do Sul da Stock Car Brasil de 2008
A Etapa de Santa Cruz do Sul foi a quarta corrida da temporada de 2008 da Stock Car Brasil, sendo parte da fase eliminatória da competição. O vencedor da prova foi o piloto Cacá Bueno.

## Classificação[3]
| Pos                                    | Piloto             | Equipe                       | Tempo                |
| -------------------------------------- | ------------------ | ---------------------------- | -------------------- |
| 1                                      | Duda Pamplona      | Officer Pamplona's           | 2 voltas em 2:58.440 |
| 2                                      | Valdeno Brito      | Medley-Andreas Mattheis      | +1.739               |
| 3                                      | Thiago Camilo      | Vogel Motorsport             | +2 voltas            |
| 4                                      | Rodrigo Sperafico  | Terra Racing                 | +2 voltas            |
| 5                                      | Cacá Bueno         | Eurofarma RC Competições     | +2 voltas            |
| 6                                      | Allam Khodair      | Boettger Competições         | +2 voltas            |
| Eliminados na segunda parte da sessão  |                    |                              |                      |
| 7                                      | Ricardo Maurício   | Medley-WA Mattheis           | 1:25.370             |
| 8                                      | Antonio Jorge Neto | Eurofarma RC Competições     | 1:25.437             |
| 9                                      | Alceu Feldmann     | Boettger Competições         | 1:25.482             |
| 10                                     | Pedro Gomes        | RC3 Bassani                  | 1:25.513             |
| 11                                     | Nonô Figueiredo    | Officer Pamplona's           | 1:25.626             |
| 12                                     | Tarso Marques      | Sky Racing                   | 1:25.685             |
| 13                                     | Ricardo Sperafico  | Panasonic Racing             | 1:25.814             |
| 14                                     | Daniel Serra       | Red Bull Racing              | 1:26.165             |
| 15                                     | Ingo Hoffmann      | AMG Motorsport               | Sem tempo            |
| Eliminados na primeira parte da sessão |                    |                              |                      |
| 16                                     | Átila Abreu        | JF Racing                    | 1:27.166             |
| 17                                     | Thiago Marques     | K-Med Action Power Racing 2  | 1:27.388             |
| 18                                     | Giuliano Losacco   | JF Racing                    | 1:27.400             |
| 19                                     | Hoover Orsi        | Red Bull Racing              | 1:27.485             |
| 20                                     | Lico Kaesemodel    | AMG Motorsport               | 1:27.495             |
| 21                                     | Guto Negrão        | Vogel Motorsport             | 1:27.519             |
| 22                                     | Antonio Pizzonia   | K-Med Action Power Racing 2  | 1:27.595             |
| 23                                     | Juliano Moro       | Nascar Racing                | 1:27.731             |
| 24                                     | David Muffato      | RC3 Bassani                  | 1:28.027             |
| 25                                     | Luciano Burti      | Sky Racing                   | 1:28.231             |
| 26                                     | William Starostik  | Medley-WA Mattheis           | 1:28.286             |
| 27                                     | Popó Bueno         | São Luiz/Hot Car Competições | 1:28.321             |
| 28                                     | Marcos Gomes       | Medley-Andreas Mattheis      | 1:28.481             |
| 29                                     | Júlio Campos       | Panasonic Racing             | 1:28.575             |
| 30                                     | Norberto Gresse    | Nova/RR Competições          | 1:28.968             |
| 31                                     | Felipe Maluhy      | Terra Racing                 | 1:29.010             |
| 32                                     | Ruben Fontes       | Nascar Racing                | 1:29.838             |
| 33                                     | André Bragantini   | Nova/RR Competições          | 1:30.351             |
| 34                                     | Carlos Alves       | Nascar Racing                | 1:30.509             |

## Corrida[4]
| Pos | Nº | Piloto             | Equipe                       | Voltas | Tempo/Aband.   | Grid | Pontos |
| --- | -- | ------------------ | ---------------------------- | ------ | -------------- | ---- | ------ |
| 1   | 0  | Cacá Bueno         | Eurofarma RC Competições     | 32     | 50:023.192     | 5º   | 25     |
| 2   | 77 | Valdeno Brito      | Medley-Andreas Mattheis      | 32     | +0.417         | 2º   | 20     |
| 3   | 18 | Allam Khodair      | Boettger Competições         | 32     | +0.907         | 6º   | 16     |
| 4   | 15 | Antonio Jorge Neto | Eurofarma RC Competições     | 32     | +1.576         | 8º   | 14     |
| 5   | 11 | Nonô Figueiredo    | Officer Pamplona's           | 32     | +2.446         | 11º  | 12     |
| 6   | 90 | Ricardo Maurício   | Medley-WA Mattheis           | 32     | +3.897         | 7º   | 10     |
| 7   | 23 | Duda Pamplona      | Officer Pamplona's           | 32     | +5.030         | 1º   | 9      |
| 8   | 6  | Alceu Feldmann     | Boettger Competições         | 32     | +12.195        | 9º   | 8      |
| 9   | 29 | Daniel Serra       | Red Bull Racing              | 32     | +18.097        | 14º  | 7      |
| 10  | 39 | Tarso Marques      | Sky Racing                   | 32     | +18.906        | 12º  | 6      |
| 11  | 17 | Ingo Hoffmann      | AMG Motorsport               | 32     | +20.613        | 15º  | 5      |
| 12  | 9  | Giuliano Losacco   | JF Racing                    | 32     | +22.881        | 18º  | 4      |
| 13  | 7  | Thiago Marques     | K-Med Action Power Racing 2  | 32     | +23.270        | 17º  | 3      |
| 14  | 33 | Felipe Maluhy      | Terra Racing                 | 32     | +30.122        | 31º  | 2      |
| 15  | 63 | Lico Kaesemodel    | AMG Motorsport               | 32     | +36.303        | 20º  | 1      |
| 16  | 12 | Hoover Orsi        | Red Bull Racing              | 32     | +37.213        | 19º  |        |
| 17  | 28 | Juliano Moro       | Nascar Racing                | 32     | +39.128        | 23º  |        |
| 18  | 27 | Guto Negrão        | Vogel Motorsport             | 32     | +44.599        | 21º  |        |
| 19  | 19 | Rodrigo Sperafico  | Terra Racing                 | 32     | +44.854        | 4º   |        |
| 20  | 80 | Marcos Gomes       | Medley-Andreas Mattheis      | 32     | +45.715        | 28º  |        |
| 21  | 13 | André Bragantini   | Nova/RR Competições          | 32     | +49.102        | 33º  |        |
| 22  | 31 | William Starostik  | Medley-WA Mattheis           | 32     | +58.220        | 26º  |        |
| 23  | 35 | David Muffato      | RC3 Bassani                  | 32     | +1:07.598      | 24º  |        |
| 24  | 4  | Júlio Campos       | Panasonic Racing             | 30     | Retirou-se     | 29º  |        |
| 25  | 20 | Ricardo Sperafico  | Panasonic Racing             | 29     | Retirou-se     | 13º  |        |
| Ret | 28 | Popó Bueno         | São Luiz/Hot Car Competições | 27     | Retirou-se     | 27º  |        |
| Ret | 87 | Ruben Fontes       | Nascar Racing                | 20     | Retirou-se     | 32º  |        |
| Ret | 21 | Thiago Camilo      | Vogel Motorsport             | 6      | Retirou-se     | 3º   |        |
| Ret | 70 | Antonio Pizzonia   | K-Med Action Power Racing 2  | 6      | Retirou-se     | 22º  |        |
| Ret | 51 | Átila Abreu        | JF Racing                    | 5      | Retirou-se     | 16º  |        |
| Ret | 71 | Norberto Gresse    | Nova/RR Competições          | 4      | Retirou-se     | 30º  |        |
| Ret | 43 | Pedro Gomes        | RC3 Bassani                  | 3      | Retirou-se     | 10º  |        |
| Ret | 8  | Carlos Alves       | Nascar Racing                | 2      | Retirou-se     | 34º  |        |
| DSQ | 14 | Luciano Burti      | Sky Racing                   | 2      | Desqualificado | 25º  |        |